# Whitstable
Whitstable er en lille havneby i den sydøstlige del af England ca. 80 km fra London. Byen har 30.195 (2001) indbyggere og er bl.a. kendt for sine østers og sin årlige østersfestival. Der findes desuden en del restauranter i byen som serverer fisk og skaldyr.
Whitstable er bl.a. venskabsby med Albertslund.